# Richard Páez
Richard Páez   (Mérida, 12 de desembre de 1952) és un exfutbolista veneçolà de la dècada de 1970. És pare del futbolista Ricardo Páez.
Fou 11 cops internacional amb la selecció de Veneçuela.
Pel que fa a clubs, fou jugador, entre d'altres, de Estudiantes de Mérida, Portuguesa, Deportivo Táchira i Universidad de Los Andes.
Fou entrenador de clubs com Millonarios FC.
| Club                            | Anys      |
| ------------------------------- | --------- |
| Universidad de Los Andes        | 1991      |
| Deportivo Táchira               | 1991      |
| Universidad de Los Andes        | 1995      |
| Estudiantes de Mérida           | 1999      |
| Selecció de futbol de Veneçuela | 2001-2007 |
| Veneçuela sub-20                | 2001-2003 |
| Veneçuela sub-23                | 2002      |
| Alianza Lima                    | 2008      |
| Millonarios                     | 2010-2012 |
| Mineros de Guayana              | 2013-2014 |
| Deportivo Cuenca                | 2018-avui |